# Genista capitellata
Genista capitellata är en ärtväxtart som beskrevs av Ernest Saint-Charles Cosson. Genista capitellata ingår i släktet ginster, och familjen ärtväxter. Inga underarter finns listade i Catalogue of Life.